# Magdalena Neuner
Magdalena Neuner (Garmisch-Partenkirchen, 9 de febrero de 1987) es una deportista alemana que compitió en biatlón. Dos veces campeona olímpica y doce veces campeona mundial, es una de las biatletas femeninas más laureadas de la historia, y la que tiene el mayor número de medallas de oro en el Campeonato Mundial.
Participó en los Juegos Olímpicos de Vancouver 2010, obteniendo tres medallas, oro en las pruebas de persecución y salida en grupo y plata en velocidad. Ganó 17 medallas en el Campeonato Mundial de Biatlón entre los años 2007 y 2012, y una medalla de bronce en el Campeonato Europeo de Biatlón de 2006.
Se retiró del deporte profesional con tan solo 25 años de edad, en el cénit de su carrera. Durante su asombrosa y corta carrera deportiva ganó más de la cuarta parte de todas las carreras en las que participó, y obtuvo el título de la clasificación general de la Copa del Mundo de Biatlón en tres ocasiones. Sus 34 victorias en el circuito de la Copa del Mundo es superado solamente por la biatleta sueca Magdalena Forsberg, quien ganó 42 carreras individuales. Neuner reside en Wallgau. Fue nombrada la «Atleta femenina de año» en 2007, 2011 y 2012 por la prensa alemana.

## Palmarés internacional
| Juegos Olímpicos   | Juegos Olímpicos           | Juegos Olímpicos  | Juegos Olímpicos |
| Año                | Lugar                      | Medalla           | Prueba           |
| ------------------ | -------------------------- | ----------------- | ---------------- |
| 2010               | Vancouver (Canadá)         | Medalla de oro    | Persecución      |
| 2010               | Vancouver (Canadá)         | Medalla de oro    | Salida en grupo  |
| 2010               | Vancouver (Canadá)         | Medalla de plata  | Velocidad        |
| Campeonato Mundial |                            |                   |                  |
| Año                | Lugar                      | Medalla           | Prueba           |
| 2007               | Anterselva (Italia)        | Medalla de oro    | Velocidad        |
| 2007               | Anterselva (Italia)        | Medalla de oro    | Persecución      |
| 2007               | Anterselva (Italia)        | Medalla de oro    | Relevos          |
| 2008               | Östersund (Suecia)         | Medalla de oro    | Salida en grupo  |
| 2008               | Östersund (Suecia)         | Medalla de oro    | Relevos          |
| 2008               | Östersund (Suecia)         | Medalla de oro    | Relevo mixto     |
| 2009               | Pieonchang (Corea del Sur) | Medalla de plata  | Relevos          |
| 2010               | Janty-Mansisk (Rusia)      | Medalla de oro    | Relevo mixto     |
| 2011               | Janty-Mansisk (Rusia)      | Medalla de oro    | Velocidad        |
| 2011               | Janty-Mansisk (Rusia)      | Medalla de oro    | Salida en grupo  |
| 2011               | Janty-Mansisk (Rusia)      | Medalla de oro    | Relevos          |
| 2011               | Janty-Mansisk (Rusia)      | Medalla de plata  | Persecución      |
| 2011               | Janty-Mansisk (Rusia)      | Medalla de plata  | Relevo mixto     |
| 2012               | Ruhpolding (Alemania)      | Medalla de oro    | Velocidad        |
| 2012               | Ruhpolding (Alemania)      | Medalla de oro    | Relevos          |
| 2012               | Ruhpolding (Alemania)      | Medalla de plata  | Persecución      |
| 2012               | Ruhpolding (Alemania)      | Medalla de bronce | Relevo mixto     |
| Campeonato Europeo |                            |                   |                  |
| Año                | Lugar                      | Medalla           | Prueba           |
| 2006               | Langdorf (Alemania)        | Medalla de bronce | Relevos          |

### Juegos Olímpicos
| Lugar y año    | Individual | Velocidad | Persecución | Salida en grupo | Relevo |
| -------------- | ---------- | --------- | ----------- | --------------- | ------ |
| Vancouver 2010 | 10.ª       | Plata     | Oro         | Oro             | NP     |

### Campeonato Mundial
| Lugar y año          | Individual | Velocidad | Persecución | Salida en grupo | Relevo | Relevo mixto |
| -------------------- | ---------- | --------- | ----------- | --------------- | ------ | ------------ |
| Antholz 2007         | NP         | Oro       | Oro         | 14.ª            | Oro    | NP           |
| Östersund 2008       | NP         | 17.ª      | 6.ª         | Oro             | Oro    | Oro          |
| Pieonchang 2009      | NP         | 8.ª       | 11.ª        | 7.ª             | Plata  | NP           |
| Janti-Mansisk - 2010 |            |           |             |                 |        | Oro          |
| Janti-Mansisk 2011   | 5.ª        | Oro       | Plata       | Oro             | Oro    | Plata        |
| Ruhpolding 2012      | 23.ª       | Oro       | Plata       | 10.ª            | Oro    | Bronce       |

### Copa del Mundo
- Clasificación general

| Temporada | Individual | Individual | Individual | Velocidad | Velocidad | Velocidad | Persecución | Persecución | Persecución | Salida en grupo | Salida en grupo | Salida en grupo | General  | General | General |
| Temporada | Carreras   | Puntos     | Lugar      | Carreras  | Puntos    | Lugar     | Carreras    | Puntos      | Lugar       | Carreras        | Puntos          | Lugar           | Carreras | Puntos  | Lugar   |
| --------- | ---------- | ---------- | ---------- | --------- | --------- | --------- | ----------- | ----------- | ----------- | --------------- | --------------- | --------------- | -------- | ------- | ------- |
| 2005/06   | 0/3        | -          | -          | 4/10      | 65        | 33.º      | 4/8         | 65          | 30.º        | 2/5             | 34              | 30.º            | 10/26    | 164     | 34.º    |
| 2006/07   | 2/4        | 34         | 25.º       | 10/10     | 285       | 4.º       | 8/8         | 283         | 2.º         | 4/5             | 114             | 10.º            | 24/27    | 720     | 4.º     |
| 2007/08   | 2/3        | 33         | 20.º       | 10/10     | 326       | 1.º       | 8/8         | 232         | 5.º         | 5/5             | 186             | 1.º             | 25/26    | 818     | 1.º     |
| 2008/09   | 3/4        | 129        | 1.º        | 10/10     | 358       | 2.º       | 7/7         | 231         | 5.º         | 5/5             | 146             | 8.º             | 25/26    | 891     | 4.º     |
| 2009/10   | 3/4        | 114        | 6.º        | 8/10      | 334       | 2.º       | 6/6         | 256         | 1.º         | 4/5             | 216             | 1.º             | 21/25    | 933     | 1.º     |
| 2010/11   | 3/4        | 99         | 14.º       | 8/10      | 404       | 1.º       | 5/7         | 221         | 6.º         | 5/5             | 228             | 2.º             | 21/26    | 952     | 5.º     |
| 2011/12   | 3/3        | 114        | 4.º        | 10/10     | 571       | 1.º       | 8/8         | 372         | 2.º         | 4/5             | 177             | 7.º             | 25/26    | 1216    | 1.º     |
(Actualizado hasta el 18/3/2012)
- Resultados en la Copa del Mundo

| Posición        | Individual | Velocidad | Persecución | Salida en grupo | Relevos | Total |
| --------------- | ---------- | --------- | ----------- | --------------- | ------- | ----- |
| 1.ª             | 1          | 18        | 7           | 8               | 13      | 47    |
| 2.ª             | 0          | 3         | 7           | 1               | 5       | 16    |
| 3.ª             | 3          | 9         | 3           | 3               | 1       | 19    |
| Mejores 10      | 11         | 45        | 33          | 24              | 24      | 137   |
| Participaciones | 16         | 60        | 46          | 29              | 24      | 175   |
(Actualizado hasta el 18/4/2012)

### Campeonato Mundial Juvenil
| Lugar y año            | Individual | Velocidad | Persecución | Relevo |
| ---------------------- | ---------- | --------- | ----------- | ------ |
| Haute Maurienne - 2004 | NP         | Oro       | Plata       | Oro    |
| Kontiolahti - 2005     | 4.ª        | Oro       | Plata       | Plata  |
| Presque Isle - 2006    | 7.ª        | Plata     | Oro         | Oro    |
| Ruhpolding - 2008      | NP         | Oro       | Oro         | NP     |

## Carrera
Magdalena Neuner comenzó a practicar el biatlón a la edad de nueve años y pronto dio muestras de su extraordinario talento. Su desempeño incluso despertó el interés de las cadenas de televisión nacionales desde la edad de trece años.  Después de una brillante carrera en el circuito juvenil, pasó al circuito de mayores en la temporada 2005/2006. Su debut fue el 13 de enero de 2006 en sustitución de la lesionada Uschi Disl y obtuvo un decepcionante resultado, alcanzando solo el cuarto lugar. Unas semanas más tarde se redimió consiguiendo el cuarto puesto en Kontiolahti.
A partir de la temporada 2006/2007 pasó a formar parte regular del equipo nacional. Su primera victoria en la Copa del Mundo fue el 5 de enero de 2007 en el sprint de Oberhof. En el Mundial de 2007 obtuvo los mayores triunfos de su carrera hasta ese momento. Neuner ganó el oro en las pruebas de velocidad y persecución, y también obtuvo el oro en el relevo junto con sus compañeras Martina Glagow, Andrea Henkel y Kati Wilhelm. Tras su triunfo en el Mundial, Neuner ganó el premio de "Deportista Femenina del Año 2007" concedido por la prensa alemana.

### Temporada 2007/2008
En la temporada 2007/2008, continuó siendo una de las esquiadoras más veloces, pero frecuentemente se vio frustrada por la mala ejecución en la zona de tiro. Esto le costó varias victorias. En el Mundial de 2008 su segunda posta fue la clave para la victoria del equipo alemán en el relevo mixto. En la disciplina de salida en grupo se impuso tras una excitante carrera, ganando el oro con una ventaja de sólo tres segundos. Su tercera medalla en este campeonato fue el oro como parte del relevo femenino. Después del Mundial, su desempeño en la Copa del Mundo mejoró notablemente. En Pieonchang ganó su décima carrera de Copa del Mundo al triunfar en la velocidad, convirtiéndose en la biatleta más joven en la historia del deporte en alcanzar esta marca. En Janti-Mansisk ganó el sprint nuevamente y empató en el liderazgo en la clasificación general. En el cierre de temporada en Oslo, no logró subir al podio, pero acumuló suficientes puntos para imponerse sobre la francesa Sandrine Bailly en la clasificación general, alzando por primera vez en su carrera la Copa de Cristal y la camiseta amarilla como campeona de la Copa del Mundo de la temporada 2007/2008. En esa temporada ganó también las copas de cristal y camisetas rojas como campeona en las disciplinas de velocidad y de salida en grupo.

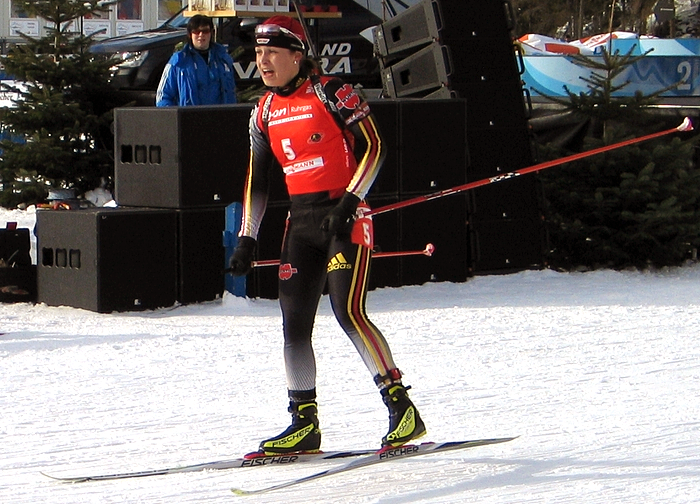
Neuner en la Copa del Mundo de Antholz 2007/2008

Resultados
| Copa del Mundo de Biatlón Temporada 2007/2008 | Pruebas individuales | Pruebas individuales | Pruebas individuales | Pruebas individuales | Pruebas por relevos | Pruebas por relevos |
| Copa del Mundo de Biatlón Temporada 2007/2008 | Velocidad            | Persecución          | Individual           | Salida en grupo      | Relevo femenino     | Relevo mixto        |
| --------------------------------------------- | -------------------- | -------------------- | -------------------- | -------------------- | ------------------- | ------------------- |
| Kontiolahti                                   | 7                    | 17                   | 30                   | –                    | –                   | –                   |
| Hochfilzen                                    | 12                   | 4                    | –                    | –                    | NP                  | –                   |
| Pokljuka                                      | 3                    | –                    | 7                    | –                    | 1                   | –                   |
| Oberhof                                       | 3                    | –                    | –                    | 1                    | NP                  | –                   |
| Ruhpolding                                    | 11                   | 16                   | –                    | –                    | 1                   | –                   |
| Antholz                                       | 8                    | 4                    | –                    | 4                    | –                   | –                   |
| Östersund                                     | 17                   | 6                    | NP                   | 1                    | 1                   | 1                   |
| Pyeongchang                                   | 1                    | 6                    | -                    | –                    | -                   | –                   |
| Janti-Mansisk                                 | 1                    | 5                    | –                    | 2                    | –                   | –                   |
| Oslo                                          | 7                    | 7                    | –                    | 9                    | –                   | –                   |

### Temporada 2008/2009
Su preparación para la temporada 2008/2009 se vio afectada por una infección viral que le impidió entrenar con el resto del equipo nacional. Sin embargo, pudo incorporarse al equipo para el arranque de la temporada en Östersund, donde no mostró su usual fortaleza en la pista, pero si demostró un gran mejoría en la plataforma de tiro, en particular en la posición de pie. Su forma en la pista mejoró a medida que avanzaba la temporada. En las competiciones de la Copa del Mundo en Ruhpolding tuvo un desempeño extraordinario. Ganó la carrera de velocidad, la de persecución y además fue la última posta en el relevo femenino alemán ganador.
En el Mundial de 2009 tuvo un desempeño pobre en comparación con sus anteriores participaciones. Sus problemas en la plataforma de tiro resurgieron y solo pudo lograr la medalla de plata como parte del relevo femenino. El resto de la temporada siguió teniendo altibajos, ya que su ejecución en la plataforma de tiro fue impredecible. Al final de la temporada obtuvo una victoria en persecución en Janti-Mansisk. A pesar de las decepciones, en vista de la temporada anterior, curiosamente Neuner se alzó con la camiseta roja de líder en la clasificación de la prueba individual, su disciplina más débil.

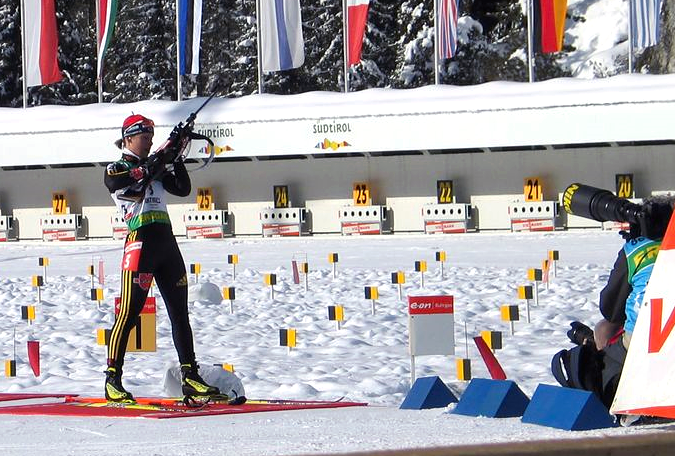
Neuner en la Copa del Mundo de Antholz 2008/2009

Resultados
| Copa del Mundo de Biatlón Temporada 2008/2009 | Pruebas individuales | Pruebas individuales | Pruebas individuales | Pruebas individuales | Pruebas por relevos | Pruebas por relevos |
| Copa del Mundo de Biatlón Temporada 2008/2009 | Velocidad            | Persecución          | Individual           | Salida en grupo      | Relevo femenino     | Relevo mixto        |
| --------------------------------------------- | -------------------- | -------------------- | -------------------- | -------------------- | ------------------- | ------------------- |
| Östersund                                     | 3                    | 18                   | 4                    | –                    | –                   | –                   |
| Hochfilzen                                    | 21                   | 29                   | –                    | –                    | NP                  | –                   |
| Hochfilzen                                    | 7                    | –                    | 7                    | –                    | 2                   | –                   |
| Oberhof                                       | 13                   | –                    | –                    | 4                    | NP                  | –                   |
| Ruhpolding                                    | 1                    | 1                    | –                    | –                    | 1                   | –                   |
| Antholz                                       | 15                   | 10                   | –                    | 7                    | –                   | –                   |
| Pyeongchang                                   | 8                    | 11                   | NP                   | 7                    | 2                   | NP                  |
| Vancouver                                     | 2                    | –                    | 4                    | –                    | 1                   | –                   |
| Trondheim                                     | 25                   | 18                   | –                    | 14                   | –                   | –                   |
| Janti-Mansisk                                 | 4                    | 1                    | –                    | 12                   | –                   | –                   |

### Temporada 2009/2010
Antes del comienzo de la temporada, el entrenador del equipo alemán de esquí de fondo, Jochen Behle, anunció que contemplaría a Neuner para formar parte del relevo alemán de esquí de fondo para los Juegos Olímpicos de Vancouver 2010. Neuner declaró que ella estaba dispuesta a participar y el entrenador del equipo de biatlón, Uwe Müssiggang, dijo no tener ninguna objeción. Neuner perdió el inicio de la temporada en Östersund debido a una gripe y antes de la etapa de Oberhof se lastimó la espalda al caerse de unas escaleras. A pesar de estos problemas, consiguió siete podios consecutivos antes de los JJ. OO. de Vancouver, incluyendo un par de victorias.
Nuener tuvo un desempeño extraordinario en los Juegos Olímpicos de Vancouver 2010. Ganó la medalla de plata en la prueba de velocidad con un retraso de tan solo 1,5 segundos. Dos días más tarde obtuvo su primer título olímpico al imponerse en la carrera de persecución y el 21 de febrero ganó su segunda medalla de oro de los juegos en la salida en grupo. Tras esta victoria, Neuner declaró sorpresivamente que no participaría en el relevo. Posteriormente se supo que el entrenador Uwe Müssiggang había ejercido un poco de presión sutil sobre Neuner para que cediera su puesto voluntariamente en favor de la veterana Martina Beck, quien era considerada una tiradora más segura. Por este gesto recibió la medalla al "fair play" (juego limpio) de la Sociedad Olímpica Alemana, y fue escogida para llevar la bandera alemana durante la ceremonia de clausura de los juegos.
Con sus victorias olímpicas, Neuner alcanzó el liderazgo en la clasificación general de la Copa del Mundo, puesto que mantuvo hasta el final de la temporada. Aseguró el triunfo general con una victoria en la salida en grupo de Janti-Mansisk, con la que también logró alzarse con el Copa de Cristal como campeona de la prueba de salida en grupo de la temporada. Anteriormente había asegurado la Copa de Cristal de la prueba de persecución.
La excelente temporada culminó con la victoria en el relevo mixto de Janti-Mansisk, válida para el Campeonato del Mundo, formando equipo con Simone Hauswald, Simon Schempp y Arnd Peiffer. Su mejoría se debió en gran parte a una mejora notable en su desempeño en la plataforma de tiro tanto en posición tendida, como de pie.
Resultados
| Copa del Mundo de Biatlón Temporada 2009/2010 | Pruebas individuales | Pruebas individuales | Pruebas individuales | Pruebas individuales | Pruebas por relevos | Pruebas por relevos |
| Copa del Mundo de Biatlón Temporada 2009/2010 | Velocidad            | Persecución          | Individual           | Salida en grupo      | Relevo femenino     | Relevo mixto        |
| --------------------------------------------- | -------------------- | -------------------- | -------------------- | -------------------- | ------------------- | ------------------- |
| Östersund                                     | NP                   | –                    | NP                   | –                    | NP                  | –                   |
| Hochfilzen                                    | 29                   | 28                   | –                    | –                    | NP                  | –                   |
| Pokljuka                                      | 3                    | 2                    | 18                   | –                    | –                   | –                   |
| Oberhof                                       | NP                   | –                    | –                    | NP                   | NP                  | –                   |
| Ruhpolding                                    | 3                    | –                    | –                    | 3                    | 4                   | –                   |
| Antholz                                       | 1                    | 2                    | 1                    | –                    | –                   | –                   |
| Vancouver                                     | 2                    | 1                    | 10                   | 1                    | NP                  | –                   |
| Kontiolahti                                   | 5                    | 2                    | –                    | –                    | –                   | 2                   |
| Oslo                                          | 6                    | 8                    | –                    | 3                    | –                   | –                   |
| Janti-Mansisk                                 | 8                    | –                    | –                    | 1                    | –                   | 1                   |

### Temporada 2010/2011
Al igual que en las dos temporadas anteriores, Neuner no pudo participar en la primera etapa de la temporada debido a un catarro. En la etapa de Hochfilzen debutó en la temporada con un séptimo puesto en velocidad y una victoria en el relevo. Logró su primera victoria individual de la temporada en la prueba de velocidad de Pokljuka, el 18 de diciembre de 2010.
Durante el Mundial de 2011 logró ganar cinco medallas en seis pruebas. Ganó oro en velocidad y en salida en grupo y plata en persecución y en el relevo mixto. En la última carrera del campeonato, el relevo femenino, Neuner fue designada para cerrar por el equipo alemán. A pesar de empezar su posta 67,5 segundos detrás del equipo de Ucrania, Neuner cerró de manera espectacular y logró la victoria para su equipo. Este fue el décimo título mundial para Neuner, lo cual la convirtió en la más exitosa biatleta en la historia de los campeonatos del mundo, pasando a la rusa Yelena Golovina.
Durante las competiciones de cierre de temporada en Oslo, Neuner ganó en velocidad, lo cual le significó la Copa de Cristal de campeona en esa prueba para la temporada. Esta victoria también la puso como contendiente al título general de la Copa del Mundo, a tan solo 22 puntos de la líder, Kaisa Mäkäräinen, pero una nueva gripe la forzó a no tomar parte en la persecución. Disputó la última carrera de la temporada, la salida en grupo, de forma debilitada y solo pudo lograr el sexto puesto, lo que le costó la Copa de Cristal de esa especilaidad para la temporada. En total, Neuner no pudo participar en cinco carreras debido a enfermedad.

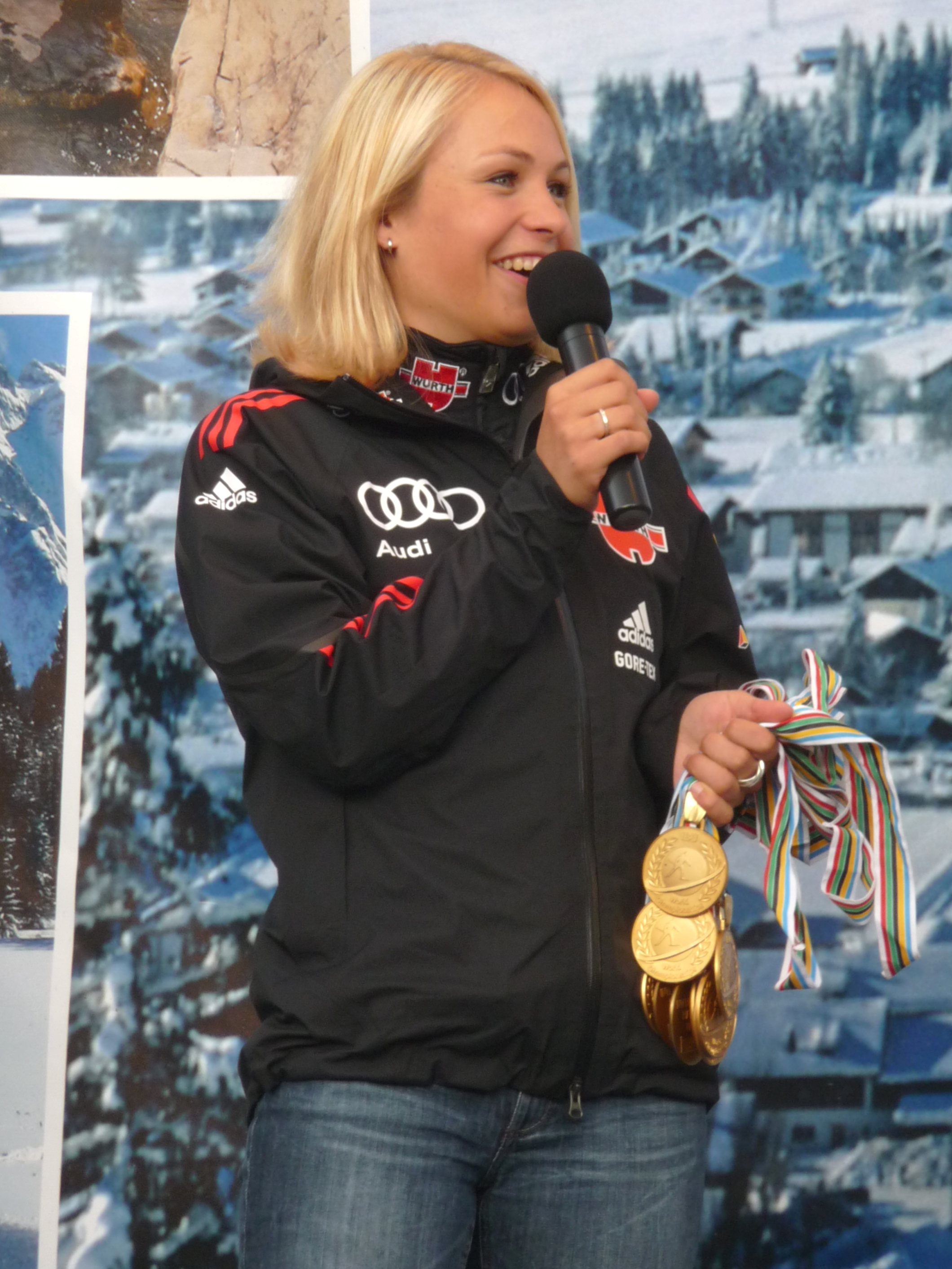
Neuner posando con diez de sus doce medallas de oro del Campeonato del Mundo

Resultados
| Copa del Mundo de Biatlón Temporada 2010/2011 | Pruebas individuales | Pruebas individuales | Pruebas individuales | Pruebas individuales | Pruebas por relevos | Pruebas por relevos |
| Copa del Mundo de Biatlón Temporada 2010/2011 | Velocidad            | Persecución          | Individual           | Salida en grupo      | Relevo femenino     | Relevo mixto        |
| --------------------------------------------- | -------------------- | -------------------- | -------------------- | -------------------- | ------------------- | ------------------- |
| Östersund                                     | NP                   | NP                   | NP                   | –                    | -                   | –                   |
| Hochfilzen                                    | 7                    | 7                    | –                    | –                    | 1                   | –                   |
| Pokljuka                                      | 1                    | -                    | 8                    | –                    | –                   | NP                  |
| Oberhof                                       | 2                    | –                    | –                    | 9                    | 6                   | –                   |
| Ruhpolding                                    | 16.                  | 3                    | 8                    | -                    | -                   | –                   |
| Antholz                                       | NP                   | -                    | -                    | 6                    | NP                  | –                   |
| Presque Isle                                  | 6                    | 4                    | -                    | -                    | -                   | 1                   |
| Fort Kent                                     | 3                    | 2                    | –                    | 1                    | –                   | -                   |
| Janti-Mansisk                                 | 1                    | 2                    | 5                    | 1                    | 1                   | 2                   |
| Oslo                                          | 1                    | NP                   | –                    | 6                    | –                   | –                   |

### Temporada 2011/2012
Durante la pretemporada, Neuner especuló abiertamente acerca de la posibilidad de retirarse «relativamente pronto» del deporte, al final de esa temporada, ya que no estaba cien por ciento segura de estar en forma para disputar el Mundial de 2013.
Tuvo un buen inicio de temporada en la Copa de Mundo de Östersund, ganando en velocidad y consiguiendo terceros lugares en las pruebas individual y de persecución. Antes de la etapa de Hochfilzen, el 6 de diciembre de 2011, Neuner anunció en su página web que se retiraría del deporte al final de temporada. Entre las razones que dio para tomar esta decisión mencionó la planificación familiar y el deseo de obtener una licencia de entrenadora para trabajar con jóvenes interesados en el biatlón.
Tras el anuncio de su retiro, Neuner logró completar la más exitosa temporada de su carrera. Ganó en total diez carreras individuales, incluyendo ocho de diez carreras de sprint y se alzó con el título de la clasificación general de la Copa del Mundo por tercera ocasión. Durante el Mundial de 2012 agregó dos medallas de oro, una de plata y una de bronce a su palmarés.
Resultados
| Copa del Mundo de Biatlón Temporada 2011/2012 | Pruebas individuales | Pruebas individuales | Pruebas individuales | Pruebas individuales | Pruebas por relevos | Pruebas por relevos |
| Copa del Mundo de Biatlón Temporada 2011/2012 | Velocidad            | Persecución          | Individual           | Salida en grupo      | Relevo femenino     | Relevo mixto        |
| --------------------------------------------- | -------------------- | -------------------- | -------------------- | -------------------- | ------------------- | ------------------- |
| Östersund                                     | 1                    | 3                    | 3                    | –                    | -                   | –                   |
| Hochfilzen                                    | 1                    | 3                    | -                    | –                    | 6                   | –                   |
| Hochfilzen                                    | 4                    | 12                   | -                    | –                    | –                   | NP                  |
| Oberhof                                       | 1                    | -                    | –                    | 1                    | 4                   | –                   |
| Nové Město                                    | 3                    | 7                    | 3                    | -                    | -                   | –                   |
| Antholz                                       | 1                    | -                    | -                    | 3                    | 6                   | –                   |
| Oslo                                          | 1                    | 1                    | -                    | NP                   | -                   | -                   |
| Kontiolahti                                   | 1                    | 2                    | -                    | -                    | –                   | NP                  |
| Ruhpolding                                    | 1                    | 2                    | 23                   | 10                   | 1                   | 3                   |
| Janti-Mansisk                                 | 1                    | 4                    | -                    | 6                    | –                   | –                   |

### Estadísticas de tiro
| Temporada        | 2005-2006 | 2005-2006 | 2006-2007 | 2006-2007 | 2007-2008 | 2007-2008 | 2008-2009 | 2008-2009 | 2009-2010 | 2009-2010 | 2010-2011 | 2010-2011 | 2011-2012 | 2011-2012 | Carrera     |     |
| ---------------- | --------- | --------- | --------- | --------- | --------- | --------- | --------- | --------- | --------- | --------- | --------- | --------- | --------- | --------- | ----------- | --- |
| Posición tendida | 73 / 80   | 91%       | 176 / 205 | 85%       | 189 / 218 | 87%       | 191 / 223 | 86%       | 170 / 187 | 91%       | 175/198   | 88%       | 206 / 232 | 89%       | 1180 / 1343 | 88% |
| Posición de pie  | 52 / 80   | 65%       | 135 / 213 | 63%       | 133 / 222 | 60%       | 150 / 228 | 66%       | 137 / 189 | 72%       | 150/200   | 75%       | 166 / 236 | 70%       | 923 / 1368  | 67% |
| Total            | 125 / 160 | 78%       | 311 / 418 | 74%       | 322 / 440 | 73%       | 341 / 451 | 76%       | 307 / 376 | 82%       | 325/398   | 82%       | 372 / 468 | 79%       | 2103 / 2701 | 78% |